# Джованні Джакомо де Россі
Джованні Джакомо де Россі (італ. Giovanni Giacomo De Rossi; *1627 — †1691) — італійський видавець та картограф. Жив і працював у Римі. Видавництво карт розпочав з гравером Дж. Відманом (G. Widman)..

## Життєпис
Успадкував видавничу справу від свого батька Джузеппе де Россі (Giuseppe de Rossi; 1570-1639). Видав атлас “Mercury Geografico”, спільно з картографом Джакомо Кантеллі да Віньола, в стилі бароко. В атласі поміщено  карти Кантеллі, а також карти Сансона і Бодранда (Baudrand) (перше видання –1687 р., друге видання 1692 р.). У першому виданні “Mercury Geografico” було опубліковано 19 карт Джакомо Кантеллі. 1692 р. вийшов другий випуск у двох томах, де було поміщено 150 карт (гравер Антоніо Барбе (Antonio Barbey). В подальшому його син Доменіко де Россі (Domenico de Rossi) та його нащадки перевидавали атлас шість разів до 1741 р..

## Карти України
1678р. Карта «STATI DELLA CORONA DI POLONIA DIUISA NELLE SUE PRINCIPALI PROVINCIE, E PALATINATI DA GVGLIELMO SANSONE GEOGRAFO DEL RÈ CHRIST. E DI NUOUO DATA IN LUCE DA GIO; GIACOMO ROSSI, IN ROMA, ALLA PACE, L’ANNO 1678 ([Карта] коронних польських земель з поділом на головні землі й воєводства за Ґійомом Сансоном, географом короля всіх християн, яка з’явилася на світ завдяки Джакомо Россі у Римі, Алля Паце, року 1678). Південна частина Луцького та Київське воєводства названі Україною, або Країною Козаків (Vcraina о Paese de Cosacchi), землі між гирлами Південного Бугу (Bog R.) і Дніпра — Диким полем (Dzike Polie ouero Deserti).
Серед багатьох українських етнічних земель показано й Покуття (Pochutia) та Підляшшя (Polachia), що займає Більське воєводство (Palatinato di Bielsk)..